# Кутір-Наххунте I
Кутір-Наххунте (Кудур-нанхунді) I (д/н — бл. 1700 до н. е.) — суккуль-мах (верховний володар) Еламу близько 1730—1700 роках до н. е. Ім'я перекладається як «Пастух Наххунте (бог Сонця)».

## Життєпис
Походив з династії Епартідів (Суккуль-махів). Небіж Кудузулуша I, який приблизно в 1740-х роках до н. е. призначив Кутір-Наххунте суккалем Суз. Згодом він став суккалем Еламу і Симашкі (офіційним спадкоємцем). Близько 1730 року до н. е. спадкував владу. Призначив брата Ліла-ірташа суккалем Еламу і Симашкі, а сина — Темпті-агуна — суккалем Суз.
Продовжив політику попередника щодо підтримки повстань та самостійній міст-держав Шумера у протистоянні вавилонським царям. У 1711 році до н. е. виступив проти молодого вавилонського царя Абі-ешу, якому завдав нищівної поразки, сплюндрувавши область Аккад, вивіз до Суз багату здобич, зокрема статую месопотамської богині родючості і перемоги Нанайї. Цей похід залишався в пам'яті багатьох поколінь Вавилонії і Еламу. Знайдено глиняну табличку, в якій йдеться про спорудження величного храму в сузах на честь перемоги Кутір-Наххунте I.
В наступні роки активно підтримував Ілімана і Іттін-лінібі, царів Країни Моря, у протистоянні з Вавилоном. Помер близько 1700 року до н. е. Йому спадкував брат Ліла-ірташ.